# Sucker Free City
Sucker Free City è un film per la televisione del 2004, diretto da Spike Lee.
In origine il film doveva essere il pilot di una serie televisiva trasmessa dalla TV satellitare Showtime, che però non si realizzò mai, quindi il film fu presentato nell'ottobre 2004 al Toronto Film Festival come progetto autonomo di Spike Lee.
In Italia è stato trasmesso da Sky ed è uscito in DVD.

## Trama
Le storie di tre ragazzi, un bianco (Ben Crowley), un afroamericano (Anthony Mackie) e un cinese (Ken Leung) si intrecciano a causa di donne e crimini, in un quartiere malfamato di San Francisco.

## Produzione
Nel 2003, Spike Lee decise di lanciare per la prima volta con la sua casa di produzione, la 40 Acres & a Mule Filmworks, un progetto televisivo. Lesse così la sceneggiatura di un giovane autore, Alex Tse, intitolata 87 Fleer, e presentò il progetto alla tv satellitare Showtime. Lee avrebbe dovuto dirigere soltanto l'episodio pilota, poi sarebbero subentrati altri registi. La serie però fu rimandata e alla fine annullata. «La Showtime aveva detto di volere una serie, ma poi si è passati da una serie a una miniserie, poi a quattro ore e adesso è diventato un unico episodio di due ore. Tutte le persone che hanno partecipato al progetto avevano aderito pensando che si sarebbe trattato almeno di una miniserie. Alla Showtime possono fare quello che vogliono, ma se mi avessero detto subito che la cosa finiva lì non avrei accettato», dichiarò Spike Lee.